# Cerodontha sasakawai
Cerodontha sasakawai är en tvåvingeart som beskrevs av Zlobin 1984. Cerodontha sasakawai ingår i släktet Cerodontha och familjen minerarflugor. Inga underarter finns listade i Catalogue of Life.